# Трансвагон
Трансвагон е българска компания, акционерно дружество, собственик на машиностроително предприятие със седалище в Бургас.
Специализирано е в производството и модернизацията на железопътни вагони. Разположено е в Индустриална зона Север, в близост до железопътна гара Владимир Павлов (Старата гара на Бургас).

## История
Днешното предприятие е основаната през 1890 година работилница за ремонт на локомотиви и вагони по новооткритата тогава железопътна линия, свързваща южна България и пристанище Бургас. През втората половина на 1940-те, с настъпилата национализация от управлението на БКП в България, работилницата е преименувана на Вагоноремонтен завод Бургас. Важна стъпка в развитието на завода бележи производството на първите нови товарни вагони през 1951 г., с което започва и българското вагоностроене. През 1950-те и 1960-те години се разработват конструкциите на открити и покрити вагони за превоз на масови товари, а през 1970-те години - на платформени вагони. От 1980-те години се акцентира върху производството на специализирани вагони, позволяващи механизирано товарене и разтоварване и при необходимост защита на превозваните товари от атмосферни влияния. С края на комунистическото управление в България и настъпилия преход на българската икономика предприятието се специализира в поддръжка и обновяване на създадения голям за мащабите на страната вагонен парк, както и във връзка с износът на употребявани вагони, фирмата се специализира и в извършването на заводски ремонт, реконструкция и модернизация на товарни вагони.
През 1999 г. предприятието е приватизирано с преобладаващо участие на мениджърския екип, преструктурирано в акционерно дружество и преименувано на „Трансвагон“. След няколко основни разширения и реконструкции, предприятието се разполага върху площ от 200 000 m² и е свързано с железопътната и шосейна инфраструктура на града и страната.